# Quatorze points de Wilson
Les « quatorze points de Wilson » est le nom donné au programme du traité de paix proposé par le président des États-Unis Woodrow Wilson pour mettre fin à la Première Guerre mondiale et reconstruire l'Europe. Ce programme a été énoncé dans un discours retentissant devant le Congrès des États-Unis le 8 janvier 1918.

## Histoire
Les Quatorze points trouvent leur origine dans le travail d'un think tank, l'Inquiry (en), qui s'est installé pendant la Première Guerre mondiale dans les locaux de la bibliothèque municipale de New York. Rassemblant des universitaires de différentes disciplines, ce groupe d'études a mis au point l'ossature des Quatorze points, sous la férule de Walter Lippmann et Edward Mandell House. Le projet est achevé en trois semaines. Wilson le modifie, ajoute le retour de l'Alsace et de la Lorraine à la France afin de soutenir le moral français. Il rédige des points généraux, dont la liberté des mers et la création de la Société des nations.

## Contenu
Bien que beaucoup de points soient spécifiques, les cinq premiers étaient plus généraux, incluant le libre-échange (abolition des droits de douane, ouverture des marchés de capitaux et de marchandises), le libre accès à la mer, la démocratie, l'abolition de la diplomatie secrète, le désarmement, la restitution des souverainetés sur les terres occupées à la suite de victoires militaires, comme l'Alsace-Lorraine pour la France, le droit à l'autodétermination des peuples, etc.
Le discours, qui avait été écrit sans coordination ou consultation préalable des homologues européens, était empreint d'idéaux élevés et annonçait la Société des Nations. Wilson réussit à faire passer une partie de son programme dans le traité de Versailles. Cependant, en dépit de cet idéalisme, l'Europe d'après-guerre n'adoptera que quatre points. De plus, leur application sur le terrain (notamment celle de l'autodétermination) sera refusée aux peuples vaincus (Allemands d'Autriche, Hongrois…) ou non représentés dans les instances internationales (Ukrainiens, Irlandais…), sans parler des peuples colonisés. Le Sénat des États-Unis refuse de ratifier le traité de Versailles, ainsi que l'entrée du pays dans la Société des Nations. Enfin, le couloir de Dantzig, qui permettait à la Pologne d'accéder librement à la mer, mais en coupant la république de Weimar (Allemagne) en deux, sera un des éléments déclencheurs de la Seconde Guerre mondiale.

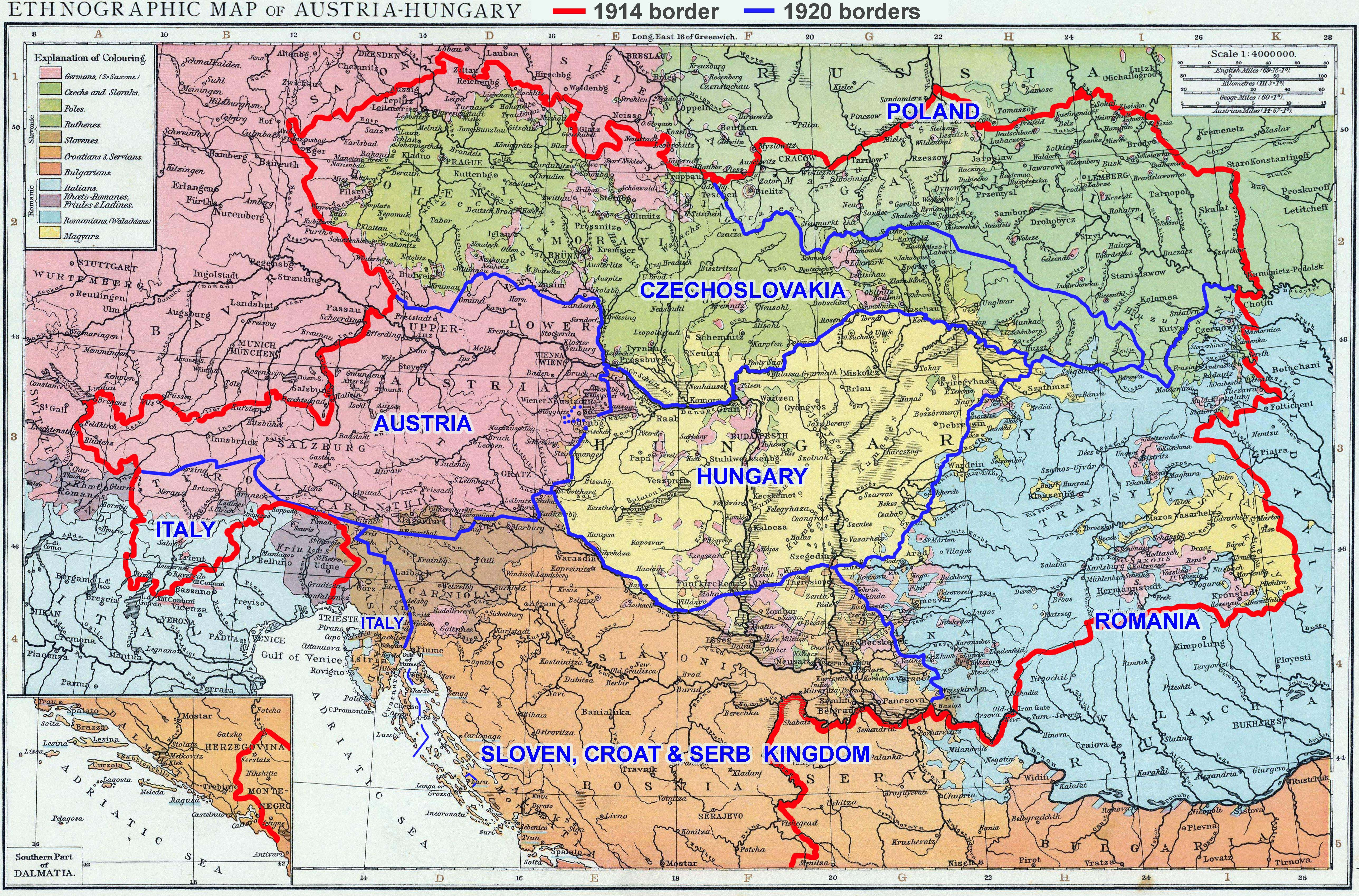
Carte de l'Autriche-Hongrie en 1914 avec les zones linguistiques selon le recensement de 1890, les frontières de 1914 (rouge) et celles de 1919 (bleu) tracées par la commission Lord en application des « Quatorze points » du président Wilson : la plupart sont encore en place au début du XXI.

Cependant, les Quatorze points conservent le souvenir d'un bel idéal. Ils ont suscité un immense espoir de libération dans les colonies. Le discours fut traduit et diffusé par la presse, notamment dans les milieux indépendantistes en Afrique et en Asie. Des extraits étaient même appris par cœur dans les écoles chinoises,.

## Extrait du discours reprenant les quatorze points
1. « Des traités de paix ouverts, auxquels on a librement abouti, après lesquels il n'y aura ni action ou décision internationale privée d'aucune nature, mais une diplomatie franche et transparente »
2. « Une absolue liberté de navigation sur les mers, en dehors des eaux territoriales, en temps de paix, aussi bien qu'en temps de guerre, sauf si les mers doivent être en partie ou totalement fermées afin de permettre l'application d'alliances internationales. »
3. « Le retrait, autant que possible, de toutes les barrières économiques, et l'établissement d'une égalité des conditions de commerce parmi toutes les nations désirant la paix et s'associant pour la maintenir. »
4. « Des garanties adéquates à donner et à prendre afin que les armements nationaux soient réduits au plus petit point possible compatible avec la sécurité intérieure. »
5. « Un ajustement libre, ouvert, absolument impartial de tous les territoires coloniaux, se basant sur le principe qu'en déterminant toutes les questions au sujet de la souveraineté, les intérêts des populations concernées soient autant pris en compte que les revendications équitables du gouvernement dont le titre est à déterminer. »
6. « L'évacuation de tout le territoire russe et règlement de toutes questions concernant la Russie de sorte à assurer la meilleure et plus libre coopération des autres nations du monde en vue de donner à la Russie toute latitude sans entrave ni obstacle, de décider, en pleine indépendance, de son propre développement politique et de son organisation nationale ; pour lui assurer un sincère et bienveillant accueil dans la Société des Nations libres, avec des institutions de son propre choix, et même plus qu'un accueil, l'aide de toute sorte dont elle pourra avoir besoin et qu'elle pourra souhaiter. Le traitement qui sera accordé à la Russie par ses nations sœurs dans les mois à venir sera la pierre de touche de leur bonne volonté, de leur compréhension des besoins de la Russie, abstraction faite de leurs propres intérêts, enfin, de leur sympathie intelligente et généreuse. »
7. « La Belgique, et le monde entier agréera, doit être évacuée et restaurée, sans aucune tentative de limiter sa souveraineté dont elle jouit communément aux autres nations libres. Nul autre acte ne servira comme celui-ci à rétablir la confiance parmi les nations dans les lois qu'elles ont établies et déterminées elles-mêmes pour le gouvernement de leurs relations avec les autres. Sans cet acte curateur, l'entière structure et la validité de la loi internationale est à jamais amputée. »
8. « Tous les territoires français devraient être libérés, les portions envahies rendues, et les torts causés à la France par la Prusse en 1871, concernant l'Alsace-Lorraine, qui a perturbé la paix mondiale pendant près de 50 ans, devraient être corrigés, de telle sorte que la paix soit de nouveau établie dans l'intérêt de tous. »
9. « Un réajustement des frontières d'Italie devrait être effectué le long de lignes nationales clairement reconnaissables. »
10. « Aux peuples d'Autriche-Hongrie, dont nous désirons voir sauvegarder et assurer la place parmi les nations, devra être accordée au plus tôt la possibilité d'un développement autonome. »
11. « La Roumanie, la Serbie et le Monténégro devraient être évacués ; les territoires occupés devraient être restitués ; à la Serbie devrait être assuré un accès à la mer libre et sûr ; les relations des États des Balkans entre eux devraient être déterminées par une entente amicale le long de lignes historiquement établies d'allégeance et de nationalité ; des garanties internationales quant à l'indépendance politique et économique, et l'intégrité territoriale des États des Balkans devrait également être introduites. »
12. « Aux régions turques de l'Empire ottoman actuel devraient être assurées la souveraineté et la sécurité ; mais aux autres nations qui sont maintenant sous la domination turque on devrait garantir une sécurité absolue de vie et la pleine possibilité de se développer d'une façon autonome ; quant aux Dardanelles, elles devraient rester ouvertes en permanence, afin de permettre le libre passage aux vaisseaux et au commerce de toutes les nations, sous garantie internationale. »
13. « Un État polonais indépendant devrait être créé, qui inclurait les territoires habités par des populations indiscutablement polonaises, auxquelles on devrait assurer un libre accès à la mer, et dont l'indépendance politique et économique ainsi que l'intégrité territoriale devraient être garanties par un accord international. »
14. « Une association générale des nations doit être constituée sous des alliances spécifiques ayant pour objet d'offrir des garanties mutuelles d'indépendance politique et d'intégrité territoriale aux petits comme aux grands États. »